# Dlife (CS放送)
Dlife（ディーライフ、旧FOXチャンネル）は、ウォルト・ディズニー・ジャパンが運営する専門チャンネルである。

## 概要
人気シリーズから、日本初放送作品まで、海外ドラマを中心に放送している（2024年の運営変更によって、FOX時代より初放送作品やバラエティが大幅に減り、過去の人気作品が増加した）。
2017年12月時点で、日本国内で7,076,031世帯で視聴可能となっており、そのうち約83%がケーブルテレビ経由、残りの17%が衛星放送経由となっていた。auひかりTVなどIPTVでも視聴可能であるが、IPTV経由の視聴可能世帯数は公表していない。
ウォルト・ディズニー・ジャパンはかつて同社が運営し、2020年3月31日に閉局したDlifeを本チャンネルをリブランドする形で2024年3月1日に再開局させることを発表した。このため、FOXチャンネルとしての運営は2024年2月29日で終了した。リブランド後のDlifeのロゴは、かつてのDlifeのロゴと形は同じであるがオレンジ色を基調としたフラットデザインに変更された。
これにより、1997年8月1日に開局したFOX NEWS以来続いてきた「FOX」を冠した放送サービスは2024年2月29日以降、日本国内において存在しなくなった。

## 歴史

FOXとして放送していた際のロゴ

- 1998年7月1日 - JスカイBの子会社であったスカイエンターテイメントの運営により、FOXチャンネルとして日本のデジタル衛星放送プラットフォームであるスカイパーフェクTV!（現在のスカパー!プレミアムサービス）の「スカイサービス」にて722chで開局。
- 2002年7月1日 - スカイパーフェクTV!2（現在のスカパー!）の201chとして開局[3]。
- 2005年8月 - スカイパーフェクTV!110（現在のスカパー!）のチャンネルが312chに変更[4]。
- 2008年10月1日 - スカイパーフェクTV!HD（現在のスカパー!プレミアムサービス）において651chで開局。
- 2013年
  - 3月26日 - スカイパーフェクTV!（現在のスカパー!プレミアムサービス）にて16:9（1.78:1）の画角情報を付加し、フルサイズの標準画質放送を開始した（衛星チャンネルの中で最も遅い対応であった）。
  - 6月30日 - スカパー!プレミアムサービス光にて標準画質からハイビジョン画質に移行。
- 2014年5月31日 - スカパー!プレミアムサービスにて放送を標準画質からハイビジョン画質に移行。
- 2018年9月26日 - スカパー!にて放送を標準画質からハイビジョン画質に移行。
- 2024年
  - 2月29日 - FOXチャンネルとしての運営を終了[1]。公式サイト（foxnetworks.jp）、X公式アカウント（@FOXTVJAPAN）、YouTube公式アカウント（@foxtvjapan）を閉鎖。
  - 3月1日 - Dlifeにリブランドする形で再開局[1]。公式サイト（Dlife.jp）、X公式アカウント（@Dlife_jp）、YouTube公式アカウント（@Dlife_jp）に移行。

## 放送実績

### FOX時代の編成傾向
本家の米国FOXチャンネルで放送された作品のみならず、製作サイドのFOXが絡んだ作品も放送していた。コメディやリアリティ番組の割合が高かった。一方で、GOTHAM/ゴッサム、LUCIFER/ルシファーなど米国FOXチャンネルで放送された番組が日本ではAXNなど他局で放送されることもしばしばあった。また、一度編成にのせた番組は日本側の都合で打ち切ることはせず、ほぼ確実に最終シーズンまで放送するという特徴があった。過去には、ウォーキング・デッド、アメリカン・アイドルや24 TWENTY FOUR、プリズン・ブレイク、X-ファイル等が目玉番組であった。

### ドラマ
- 24 TWENTY FOUR
- 4400 未知からの生還者
- 9-1-1: LA救命最前線
- BONES
- Dr.ハウス
- HUFF〜ドクターは中年症候群
- HOMELAND
- LAW & ORDER:性犯罪特捜班
- LAW & ORDER:犯罪心理捜査班
- Major Crimes 〜重大犯罪課
- NCIS 〜ネイビー犯罪捜査班
- NCIS:LA 〜極秘潜入捜査班
- NUMBERS 天才数学者の事件ファイル
- SHARK カリスマ敏腕検察官
- X-ファイル
- アウェイク 〜引き裂かれた現実
- アメリカン・ホラー・ストーリー
- アリー my Love
- ウォーキング・デッド
- 宇宙家族ロビンソン
- エド～ボーリング弁護士
- エンジェル
- キャッスル 〜ミステリー作家は事件がお好き
- ゴースト 〜天国からのささやき
- ザ・プラクティス ボストン弁護士ファイル
- サン・オブ・ザ・ビーチ
- ジャーニーマン 時空を越えた赤い糸
- スリーピー・ホロウ
- タイタス（テレビドラマ）（英語版）
- タイムトンネル
- ダ・ヴィンチと禁断の謎（英語版）
- ダーク・エンジェル
- ダーマ&グレッグ
- チャーリー・ジェイド
- トゥルー・コーリング
- ドールハウス
- バトル・クリーク 格差警察署
- バフィー 〜恋する十字架〜
- バーン・ノーティス 元スパイの逆襲
- プリズン・ブレイク
- ブリッジ ～国境に潜む闇（英語版）
- ブレイクアウト・キング（英語版）
- フレンズ
- ボストン・パブリック
- ボストン・リーガル
- マイネーム・イズ・アール
- マインド・ゲーム
- ミディアム 霊能捜査官アリソン・デュボア
- ミレニアム
- メンタル:癒しのカルテ
- リスナー 心を読む青い瞳
- ライ・トゥ・ミー 嘘は真実を語る
- ラスベガス
- レバレッジ 〜詐欺師たちの流儀
- ロイヤル・ペインズ ～セレブ専門救命医
- ロズウェル
- 堕ちた弁護士 -ニック・フォーリン-
- 恋するアンカーウーマン

### コメディ
- 23号室の小悪魔
- Ben & Kate（英語版）
- Glee/グリー
- New Girl / ダサかわ女子と三銃士
- NYボンビー・ガール
- アントラージュ★オレたちのハリウッド
- カリフォルニケーション
- クレイジーワン ぶっ飛び広告代理店
- ザット'70sショー
- シングルパパの育児奮闘記（英語版）
- バツイチママは実家暮らし（英語版）
- ママと恋に落ちるまで
- マルコム・イン・ザ・ミドル
- モダン・ファミリー
- 大統領とバカ息子（英語版）

### バラエティ
- America's Next Top Model
- FOX サタデーナイトパニック
- Xファクター
- アジアズ・ネクスト・トップ・モデル（英語版）
- アメリカズ・ネクスト・トップ・モデル
- アメリカン・アイドル
- アメリカン・ダンスアイドル
- エンターテイメント・トゥナイト
- クィア・アイ（2003年）（英語版）
- ザ・スワン（英語版）
- シンプルライフ
- たったの30セカンズ
- テンプテーション・アイランド（英語版）
- マッドTV!
- ミス・ユニバース
- レベル・ビリオネア
- ワイルド・オン（英語版）

### アニメーション
- ザ・シンプソンズ
- キング・オブ・ザ・ヒル